# Triflumuron
Triflumuron (ISO-naam) is een insecticide dat behoort tot de groep van zogenaamde insect growth regulators (IGRs). Het remt de aanmaak van chitine door de insectenlarven, waardoor die afsterven. Deze werking is vergelijkbaar met die van onder meer flufenoxuron, lufenuron en novaluron; triflumuron behoort tot dezelfde groep van benzoylureumverbindingen. Het is een product van Bayer CropScience; merknaam Alsystin. Het wordt toegepast op appelen, peren, perziken, nectarines en champignons, evenals in de opslag van granen. In Australië gebruikt men het ook bij schapen (pour-on).

## Regelgeving
De Europese Commissie heeft triflumuron laten evalueren om het al dan niet op te nemen in de lijst van pesticiden die de lidstaten van de Europese Unie kunnen toelaten. Op basis van de resultaten van die evaluatie heeft de Commissie besloten om triflumuron niet op te nemen. Bestaande erkenningen moesten ten laatste op 16 september 2009 worden ingetrokken.
De voornaamste reden voor het niet opnemen was dat er niet aangetoond was dat de blootstelling van de consumenten aan de stof aanvaardbaar zou zijn, en dit wegens gebrek aan gegevens over de aard en het gehalte van de residuen op behandelde vruchten. De stof vormt ook een hoog risico voor waterorganismen.